# Добронравов, Фёдор Викторович
Фёдор Ви́кторович Добронра́вов (род. 11 сентября 1961, Таганрог, Ростовская область) — советский и российский актёр театра, кино, телевидения, озвучивания и дубляжа, кинопродюсер, певец и гитарист. Народный артист Российской Федерации (2011).

## Биография
Родился 11 сентября 1961 года в Таганроге, в семье строителя и работницы хлебозавода.
Был поздним ребёнком в семье. У Добронравова есть сестра — Любовь. Фёдор активно занимался баскетболом, боксом, волейболом и прыжками в воду. В детстве мечтал быть клоуном и ходил в кружок. Попытка поступить в цирковое училище дважды оказывалась неудачной. С 1979 по 1981 год проходил срочную воинскую службу в Воздушно-десантных войсках, в 1180-м гвардейском артиллерийском полку 104-й гвардейской воздушно-десантной дивизии в Шамхоре (Азербайджан). Уволен с военной службы в звании сержанта. После армии сразу женился. Работал слесарем на заводе и дворником в детском саду.
Окончил Воронежский государственный институт искусств в 1988 году. Во время учёбы в Воронеже вместе с однокурсниками создал молодёжный студенческий театр «Рубль». В 1990 году по приглашению Константина Райкина, заметившего начинающего актёра Воронежского молодёжного театра, переехал в Москву. В 1990 году мыл полы в Третьяковской галерее, первое время жил в гримёрке театра.
С 1990 по 2003 год — актёр театра «Сатирикон». Из театра ушёл из-за усталости. Спустя три месяца после увольнения был приглашён Александром Ширвиндтом в Театр сатиры. Являлся одним из ведущих актёров театра, в качестве режиссёра выпустил два спектакля.
По приглашению Сергея Урсуляка в 1993 году дебютировал в кино. Всего снялся более чем в ста двадцати фильмах и сериалах. Наибольшую известность получил после съёмок в сериале «Сваты», где исполнил роль Ивана Будько.
Художественный руководитель программы «В кругу семьи» (с 2013 года), президент международного кинофестиваля «Царицынская весна». Член правления Центрального Дома актёра.
В 2016 году основал Продюсерский центр «Фёдор Добронравов». Основной вид деятельности — создание кинофильмов, телесериалов и спектаклей. Дебютными проектами центра стали полнометражный художественный фильм «Жили-были», в котором Добронравов сыграл одну из главных ролей и впервые выступил в качестве кинопродюсера, а также спектакль «Чудики» (2017).
В марте 2018 года перенёс инсульт и проведённую в связи с этим операцию; прошёл реабилитацию. В апреле 2018 года впервые вышел на сцену Театра сатиры после перенесённой болезни в спектакле «Где мы?».
В сентябре 2019 года в Московском Доме музыки прошёл первый творческий вечер Фёдора Добронравова.
В июне 2020 года из-за сильной занятости в антрепризных проектах и кино уволился из Театра сатиры. В феврале 2022 года вернулся в труппу театра.
В Ульяновске Фёдор Добронравов открыл собственную звезду на аллее славы.

### Семья
- Супруга — Ирина Добронравова, работала воспитателем в детском саду[13]. Знакомы с детства, вместе учились в одной школе. В браке двое сыновей и три внучки.
  - Сын — Виктор Добронравов (род. 1983) актёр.
  - Сын — Иван Добронравов (род. 1989) актёр.

## Общественная позиция
В 2014 году поддержал аннексию Крыма Россией. Из-за публичной поддержки в ноябре 2017 года Добронравову на 3 года был запрещён въезд на Украину.
На выборах в Госдуму 2021 года поддержал партию Справедливая Россия.
В 2022 году поддержал вторжение России на Украину, принимал участие в концертах в поддержку российской армии. Посетил 426-й военный госпиталь в Самаре, где проходили лечение российские военнослужащие.

## Театральные роли
Московский академический театр Сатиры
- 1995 — «Как пришить старушку» Дж. Патрика (реж. Михаил Зонненштраль) — Брэд
- 2003 — «Слишком женатый таксист» Р. Куни (реж. Александр Ширвиндт) — Стенли Поуни
- 2004 — «Швейк, или Гимн идиотизму» Я. Гашека (реж. Александр Ширвиндт) — судья пан Ванеш
- 2004 — «Нам всё ещё смешно»
- 2006 — «Случайная смерть анархиста» Д. Фо (реж. Михаил Борисов) — сумасшедший
- 2007 — «Переполох в Голубятне» Жана Пуаре (реж. Нина Чусова) — Жорж
- 2008 — «Хозяйка гостиницы» Карло Гольдони (реж. Ольга Субботина) — Кавалер Р.
- 2009 — «Идеальное убийство» Андрея Житинкина (реж. Андрей Житинкин) — Бакстер
- 2010 — «Кошмар на улице Лурсин» Эжена Лабиша (реж. Александр Ширвиндт) — Ланглюме, рантье
- 2011 — «Вечерний выезд общества слепых» Виктора Шендеровича (реж. Михаил Чумаченко) — гражданин в плаще
- 2012 — «Средства от наследства» Юрия Ряшенцева, Галины Полиди (реж. Яков Ломкин, Фёдор Добронравов) — Криспен
- 2013 — «Незабываемые знакомства» Эдвард Олби, Нина Садур (реж. Сергей Надточиев) — Мужик/Джерри, человек в плаще
- 2014 — «Грустно, но смешно» С. Плотова, В. Жука, Александра Ширвиндта (реж. Александр Ширвиндт, Юрий Васильев)

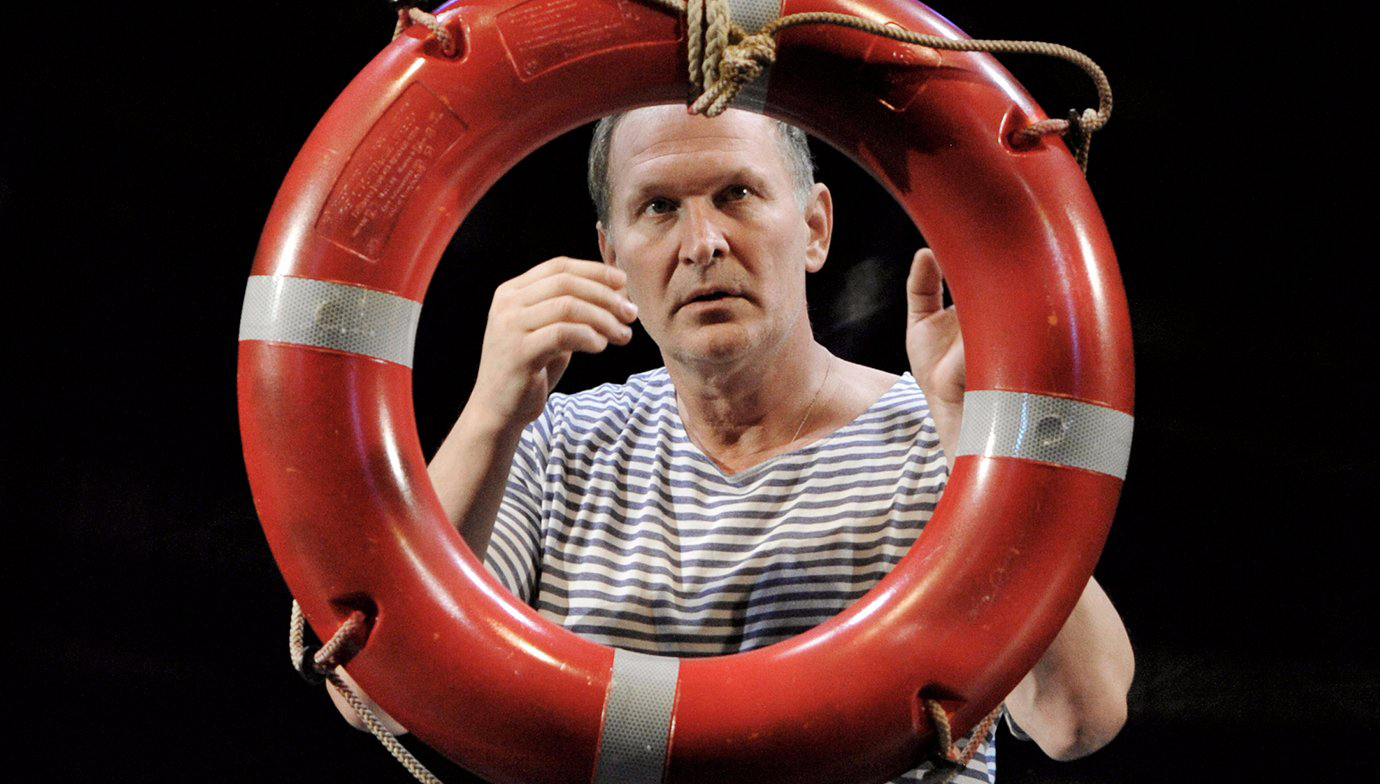
В спектакле «… И море» по повести Эрнеста Хемингуэя «Старик и море»

- 2015 — «Чемоданчик» Юрия Полякова (реж. Александр Ширвиндт) — Михаил
- 2016 — «… И море», по повести Эрнеста Хемингуэя «Старик и море», (реж. Александр Назаров) — Исполнитель
- 2018 — «Где мы?∞!…» Родиона Овчинникова (реж. Родион Овчинников (7 февраля — премьера) — Слава Праваторов

Театр «Сатирикон»
- 1990 — «Маугли» Редьярда Киплинга (реж. Константин Райкин, Андрей Дрозин) — Шер-Хан
- 1990 — «Багдадский вор» Юрия Энтина и Давида Тухманова (реж. Александр Горбань) — Чёрный Маг, Властелин, Изумруд, Смерч
- 1991 — «Голый король» Евгения Шварца (реж. Александр Горбань) — Камердинер
- 1992 — «Сирано де Бержерак» Эдмона Ростана (реж. Леонид Трушкин) — Карбон де Кастель Жалу, капитан
- 1992 — «Мнимый больной» Жан-Бати́ста Мольера (реж. Александр Горбань) — Арган
- 1993 — «Шоу Сатирикон» (реж. Александр Горбань)
- 1994 — «Великолепный рогоносец (тот, кого она любит)» Ф. Кроммелинка (реж. Пётр Фоменко) — Эстрюго
- 1994 — «Хозяйка гостиницы» Карло Гольдони (реж. Александр Горбань) — Маркиз Форлипополи
- 1995 — «Превращение» Франца Кафки (реж. Валерий Фокин) — Отец
- 1995 — «Ромео и Джульетта» Уильяма Шекспира (реж. Константин Райкин) — брат Лоренцо, Монтекки
- 1996 — «Трёхгрошовая опера» Бертольта Брехта (реж. Владимир Машков) — Пантера Браун
- 1998 — «Жак и его Господин» Милана Кундера по роману Дени Дидро «Жак-фаталист и его хозяин» (реж. Елена Невежина
- 1998 — «Гамлет» Уильяма Шекспира (реж. Роберт Стуруа) — Горацио
- 2000 — «Слуги и снег» Айрис Мёрдок (реж. Елена Невежина) — Питер Джек
- 2001 — «Шантеклер» Эдмона Ростана (реж. Константин Райкин) — пёс Пату
- 2002 — «Макбетт» Эжена Ионеско (реж. Юрий Бутусов) — Второй шут, Кондор, раненый солдат

Антреприза Андрея Жолдака
- 2001 — «Опыт освоения пьесы „Чайка“ системой Станиславского»?? — Сорин

Театр «Квартет И»
- 2001 — «День радио» — Капитан
- 2003 — «День выборов» Л. Барац, С. Петрейков, Р. Хаит — Фёдор, бандит

Театральное агентство «Арт-партнёр XXI»
- 2007 — «Переполох в „Голубятне“» Ж. Пуаре (реж. Нина Чусова) — Жорж, хозяин элитного клуба «Голубятня»
- 2009 — «Русские горки» Н. Лескова, А. Тупикова (реж. Нина Чусова)

Театральное агентство «LeKur»
- 2008 — «Старший сын»
- 2008 — «Летучая мышь» Н. Эрдмана (реж. Рената Сотириади)

Современный театр антрепризы
- 2009 — «Вокзал на троих» И. Балобко (реж. Роман Самгин)

Театральное агентство «В кругу семьи»
- 2012 — «Воспитание Риты» У. Рассела (реж. Кшиштоф Занусси) — профессор Френк
- 2013 — «Все мои сыновья» (реж. Кшиштоф Занусси) — Джо Келлер

Театр «Миллениум»
- 2015 — «Поймай меня… сможешь?» / «Ловушка для мужа» (реж. Нина Чусова) — Лоран

Театральное агентство «Премьера»
- 2015 — Фолк-мюзикл «Ночь перед Рождеством» по повести Н. ХГоголя (реж. Нина Чусова) — Чуб, пожилой казак
- 2016 — «Бабий бунт» М. Шолохова (реж. Нина Чусова) — Федот, муж Насти

Театр Антона Чехова
- «Вишнёвый сад» А. Чехова
- «Сирано Де Бержерак»
- «Театральная кухня. Секреты приготовления спектакля» — актёр
- 2014 — «Ужин с дураком» В. Франсиса (реж. Леонид Трушкин) — Франсуа
- 2014 — «Забор» Н. Фостера (реж. Леонид Трушкин) — Гарри
- 2017 — «Спасатель» Н. Фостера (реж. Леонид Трушкин) — Джони

Продюсерский центр «Фёдор Добронравов»
- 2017 — «Чудики» по мотивам рассказов В. Шукшина (реж. Александр Назаров)
- 2021 — «Ты где-то рядом…» лирическая комедия по пьесе М. Хейфеца «Rock n Roll на закате» (реж. Владимир Большов)

Воронежский молодёжный театр (1988—1990)
- «Мастер и Маргарита» М. Булгакова — Воланд
- «Лес» А. Островского — Несчастливцев
- «Утиная охота» А. Вампилова — Саяпин

## Фильмография
| Год       |     | Название                                                        | Роль |
| --------- | --- | --------------------------------------------------------------- | --- |
| 1993      | ф   | Русский регтайм                                                 | капитан милиции                                                                                                |
| 1994      | ф   | Стреляющие ангелы                                               | Высокий |
| 1994      | кор | Поэтическая драма в городском саду                              | поэт Иван Бездонный                                                                                            |
| 1995      | ф   | Летние люди                                                     | Кирилл Дудаков, доктор                                                                                         |
| 1997      | кор | Дружок                                                          | Имя персонажа не указано                                                                                       |
| 1998      | ф   | Сочинение ко Дню Победы                                         | Слава, любовник Сони                                                                                           |
| 1999      | с   | Досье детектива Дубровского                                     | Гоготун |
| 1999      | ф   | Шутить изволите?                                                | ассистент |
| 2000      | ф   | Тайны дворцовых переворотов. Фильм 1. Завещание императора      | Фёдор Суров |
| 2000      | ф   | Тайны дворцовых переворотов. Фильм 2. Завещание императрицы     | Фёдор Суров |
| 2001      | с   | Искатели                                                        | отец Дмитрий                                                                                                   |
| 2001      | ф   | Тайны дворцовых переворотов. Фильм 3. Я — император             | Фёдор Суров |
| 2001      | ф   | Тайны дворцовых переворотов. Фильм 4. Падение Голиафа           | Фёдор Суров |
| 2001      | ф   | Подозрение                                                      | пьяный задержанный                                                                                             |
| 2002      | с   | Марш Турецкого-3                                                | Ветров |
| 2002      | с   | Самозванцы                                                      | проводник |
| 2002      | ф   | Копейка                                                         | водитель |
| 2002      | ф   | Займёмся любовью                                                | таксист |
| 2002      | с   | Шукшинские рассказы                                             | маляр в столовой                                                                                               |
| 2002      | с   | Кодекс чести                                                    | резидент Бауэр                                                                                                 |
| 2003      | ф   | Тайны дворцовых переворотов. Фильм 5. Вторая невеста императора | юродивый |
| 2003      | ф   | Тайны дворцовых переворотов. Фильм 6. Смерть юного императора   | юродивый |
| 2003      | с   | Лучший город Земли                                              | главный редактор                                                                                               |
| 2003      | ф   | Жизнь одна                                                      | бармен |
| 2003      | ф   | Бульварный переплёт                                             | сержант |
| 2003      | ф   | Здравствуй, столица!                                            | таксист (роль озвучил другой актёр)                                                                            |
| 2003      | кор | Попутчики инжира                                                | Имя персонажа не указано                                                                                       |
| 2003      | с   | Сибирочка                                                       | мистер Браун                                                                                                   |
| 2003      | ф   | С ног на голову                                                 | охранник |
| 2003      | с   | Таксист                                                         | Сироткин |
| 2004      | ф   | Посылка с Марса                                                 | водитель Володя                                                                                                |
| 2004      | ф   | На Верхней Масловке                                             | отец Кати |
| 2004      | ф   | Зимний роман                                                    | Александр |
| 2004      | ф   | 32 декабря                                                      | шулер «Гек» |
| 2004      | с   | Полный вперёд!                                                  | рыбак на моторной лодке                                                                                        |
| 2004      | с   | Против течения                                                  | следователь МВД                                                                                                |
| 2004      | ф   | Моя большая армянская свадьба                                   | пассажир самолёта                                                                                              |
| 2005      | ф   | Адам и превращение Евы                                          | Василий, дядя Евы                                                                                              |
| 2005      | ф   | Время собирать камни                                            | Дивинж |
| 2005      | с   | Фитиль                                                          | врач |
| 2005      | с   | Девять неизвестных                                              | Михаил Игоревич, следователь                                                                                   |
| 2005      | с   | Горыныч и Виктория                                              | Попов |
| 2005      | с   | Убойная сила-6                                                  | Лилин, продавец на птичьем рынке                                                                               |
| 2005      | с   | Жизнь — поле для охоты                                          | Сергей Иванович, КГБэшник                                                                                      |
| 2006      | с   | Золотой телёнок                                                 | инженер Птибурдуков                                                                                            |
| 2006      | ф   | Изображая жертву                                                | отчим Вали |
| 2006      | ф   | Под Большой Медведицей                                          | Макс Громов |
| 2006      | с   | Слабости сильной женщины                                        | Майборода |
| 2006—2008 | с   | Кадетство                                                       | Николай Петрович, отец Степана Перепечко                                                                       |
| 2007      | с   | Кто в доме хозяин?                                              | папа |
| 2007      | с   | Ликвидация                                                      | капитан милиции Алексей Якименко                                                                               |
| 2007      | ф   | Родные и близкие                                                | Виталий Сергеевич                                                                                              |
| 2007      | ф   | Откройте, Дед Мороз!                                            | Кокорин |
| 2008      | ф   | Возвращение мушкетёров, или Сокровища кардинала Мазарини        | аббат д’Олива                                                                                                  |
| 2008      | с   | Папины дочки                                                    | брат Сергея Алексеевича Васнецова                                                                              |
| 2008      | ф   | День радио                                                      | капитан буксира                                                                                                |
| 2008      | ф   | Тайны дворцовых переворотов. Фильм 7-й: Виват, Анна Иоанновна!  | разбойник |
| 2008      | ф   | Пассажирка                                                      | морской офицер                                                                                                 |
| 2008      | с   | Гуманоиды в Королёве                                            | Геннадий Петрович, вероломный жених хозяйки квартиры                                                           |
| 2008      | ф   | Тариф Новогодний                                                | водитель в автопарке                                                                                           |
| 2008      | ф   | Марево                                                          | Иван Иванович Перерепенко                                                                                      |
| 2008      | с   | Сваты                                                           | Иван Степанович Будько                                                                                         |
| 2008      | ф   | Котов                                                           | Петрович |
| 2008      | ф   | Обречённые на войну                                             | сержант |
| 2008      | с   | Моя любимая ведьма                                              | Сталин |
| 2008      | с   | Фотограф                                                        | Дороганов |
| 2008—2010 | с   | Папины дочки                                                    | Анатолий Тютчев, двоюродный брат Сергея Васнецова                                                              |
| 2008—2010 | с   | Кремлёвские курсанты                                            | Николай Петрович, отец Степана Перепечко                                                                       |
| 2009      | с   | Братья Карамазовы                                               | пан Муссялович                                                                                                 |
| 2009      | с   | Сваты-2                                                         | Иван Степанович Будько                                                                                         |
| 2009      | ф   | Приказано уничтожить! Операция «Китайская шкатулка»             | Густав Моль |
| 2009      | с   | Исаев                                                           | Волобуев, следователь можайского УГРО                                                                          |
| 2009      | ф   | Операция «Праведник»                                            | менеджер банка                                                                                                 |
| 2009      | с   | Сваты-3                                                         | Иван Степанович Будько                                                                                         |
| 2009      | ф   | Мужчина в доме                                                  | Сергей Палыч                                                                                                   |
| 2009      | ф   | Заградотряд. Соло на минном поле                                | Самойлов, начальник особого отдела                                                                             |
| 2010      | ф   | В стиле Jazz                                                    | подполковник милиции                                                                                           |
| 2010      | с   | Путейцы-2                                                       | Павел Андреевич Калядин                                                                                        |
| 2010      | с   | Последний секрет Мастера                                        | Иван, друг Фёдора                                                                                              |
| 2010      | ф   | Не надо печалиться                                              | Савелий |
| 2010      | ф   | Москва.Ру                                                       | водитель маршрутки                                                                                             |
| 2010      | ф   | О чём говорят мужчины                                           | человек, влюблённый в колбасу                                                                                  |
| 2010      | с   | Гаражи                                                          | Фёдор Клюшкин, друг Николая Кузьмичёва                                                                         |
| 2010      | с   | Дворик                                                          | Григорий Ермак                                                                                                 |
| 2010      | с   | Сваты-4                                                         | Иван Степанович Будько                                                                                         |
| 2010      | ф   | Новогодние сваты                                                | Иван Степанович Будько                                                                                         |
| 2010      | с   | У каждого своя война                                            | Павел Петрович                                                                                                 |
| 2011      | ф   | All inclusive, или Всё включено!                                | Пётр, муж Галины, отец Виталика                                                                                |
| 2011      | ф   | Калачи                                                          | Лукич Чеботарь                                                                                                 |
| 2011      | с   | Сваты-5                                                         | Иван Степанович Будько                                                                                         |
| 2012      | ф   | Мамы                                                            | Николай, муж Наташи, папа Пети и Мани                                                                          |
| 2012      | с   | Ералаш                                                          | продавец в зоомагазине                                                                                         |
| 2012      | с   | Сваты-6                                                         | Иван Степанович Будько                                                                                         |
| 2012      | с   | Наружное наблюдение                                             | Константин Евгеньевич Фадеев, полковник                                                                        |
| 2013      | с   | Братья по обмену                                                | Валерий Перечихин / Фёдор Перечихин                                                                            |
| 2013      | ф   | Всё включено-2                                                  | Пётр, муж Галины, отец Виталика                                                                                |
| 2013      | с   | Ералаш                                                          | учитель-военрук                                                                                                |
| 2014      | с   | Братья по обмену 2                                              | Валерий Перечихин / Фёдор Перечихин                                                                            |
| 2015      | ф   | Конец прекрасной эпохи                                          | Михаил Жбанков, фотокорреспондент                                                                              |
| 2015      | ф   | Страна чудес                                                    | Семён Волошин                                                                                                  |
| 2016      | ф   | Искушение                                                       | скульптор |
| 2016      | кор | Нарисуй меня счастливым                                         | отец |
| 2016      | с   | Корона императрицы                                              | демон Адон |
| 2016      | ф   | Фотограф / Fotografas                                           | Имя персонажа не указано                                                                                       |
| 2017      | ф   | Жили-были                                                       | Гришка |
| 2017      | с   | Деньги                                                          | Константин Громов                                                                                              |
| 2017      | ф   | Девушка с косой                                                 | Николай |
| 2018      | ф   | 321-я сибирская                                                 | ополченец |
| 2019      | с   | Форс-мажор                                                      | иллюзионист Ахматский                                                                                          |
| 2019      | ф   | На Париж                                                        | Чмиль |
| 2019      | с   | Одесский пароход                                                | Яша, матрос / Николай Егорович Опря, начальник транспортного цеха                                              |
| 2020      | ф   | От печали до радости                                            | Владимир Александрович Трифонов                                                                                |
| 2020      | ф   | Парадоксы                                                       | киномеханик |
| 2021      | с   | Сваты-7                                                         | Иван Степанович Будько                                                                                         |
| 2021      | с   | Крым                                                            | Имя персонажа не указано                                                                                       |
| 2021      | ф   | Иваново счастье                                                 | Иван |
| 2021      | ф   | Белый снег                                                      | дед Виктор |
| 2021      | с   | Золотой папа                                                    | Фёдор |
| 2021      | кор | Яблоня                                                          | Серёжа через 50 лет                                                                                            |
| 2021      | ф   | Чемпион мира                                                    | Евгений Степанович Карпов                                                                                      |
| 2021      | с   | Предпоследняя инстанция                                         | Осломысл Доброжирович Дачник, генеральный директор Управления по распределению душ                             |
| 2022      | ф   | Бессмертные                                                     | Фёдор Городецкий                                                                                               |
| 2022      | ф   | Мой папа — вождь                                                | Саныч, тесть Владимира                                                                                         |
| 2022      | ф   | Быть                                                            | дедушка |
| 2022      | ф   | Ёлки 9                                                          | Василий |
| 2022      | ф   | Календарь ма(й)я                                                | дед Юры |
| 2023      | ф   | Чебурашка                                                       | Валерий Завгородний                                                                                            |
| 2023      | с   | Шаляпин                                                         | Иван Шаляпин, отец Шаляпина                                                                                    |
| 2023      | ф   | Праведник                                                       | Воронянский, командир партизанского отряда «Народные мстители»                                                 |
| 2023      | ф   | Гардемарины 1787. Война                                         | Степан Новиков, гренадер                                                                                       |
| 2023      | с   | Мастодонт                                                       | Виктор Молодцов                                                                                                |
| 2024      | ф   | Летучий корабль                                                 | Полкан |
| 2024      | ф   | Бит и Байт 2: Адские каникулы                                   | Николай Эдуардович                                                                                             |
| 2024      | ф   | Подруги                                                         | Гена |
| 2024      | ф   | Финист. Первый богатырь                                         | Анариф, изобретатель                                                                                           |
| 2025      | ф   | Семь дней Петра Семёныча                                        | Пётр Семёныч                                                                                                   |
| 2025      | ф   | Чебурашка 2                                                     | Валерий Завгородний, специалист по экзотическим животным, друг Гены (прототип — крокодил Валера, сменщик Гены) |

## Дубляж
- 2008 — Мы — легенды[17] — Ксавьер (Фредерик Тесто)
- 2010 — Бобро поржаловать![18] — Жан Сабрие (Стефан Фрейс)
- 2012 — Замбезия — Аякс[19]
- 2012 — Тэд Джонс и Затерянный город — профессор Лавров[17]
- 2014 — Кот Гром и заколдованный дом — кролик Джек[20]

## Озвучивание мультфильмов
- 2006 — Колобок — дедушка, Медведь
- 2009 — Удивительные приключения Хомы (Как Хома Суслика покупал, Как Хома голос волку вернул, Как Хома суслика не замечал) — Волк
- 2009 — КОАПП. Двадцать лет спустя. Пропало озеро — Медведь
- 2009 — Красные шапочки — Волк, младший лейтенант Семёнов
- 2010 — КОАПП. Двадцать лет спустя. Самая прекрасная няня — Краб
- 2011 — Слондайк-2. Донна Хуан — первый грабитель, шериф
- 2012 — Мальчик-чапайчик — читает текст
- 2012 — Замбезия — Аякс
- 2012 — Буроба — Волк
- 2013 — Приключения «Котобоя» — читает текст
- 2014 — Снежная королева 2: Перезаморозка — Король троллей
- 2017 — Чудо-Юдо — Морской царь, Великан, воевода

## Телевидение
В прощальном гала-концерте «Постскриптум» Фёдор спел с Еленой Васильевной Образцовой песню «Одинокая гармонь»
- Сам себе режиссёр (развлекательное шоу, РТР/Россия, 1994—2004) — актёр озвучивания видеороликов, автор текстов, кукловод
- Дорогая передача (скетч-шоу, REN-TV, 2005)
- 6 кадров (скетч-шоу, СТС, 2006—2014)
- Большая разница (1 выпуск) (шоу пародий, «Первый канал», 2008)
- «Две звезды» на «Первом канале» (IV сезон, 2012).

## Награды и признание
Государственные
- заслуженный артист Российской Федерации (14 января 2002) — за заслуги в области искусства[21];
- народный артист Российской Федерации (21 марта 2011) — за большие заслуги в области кинематографического, музыкального, театрального и хореографического искусства[22];
- орден Дружбы (16 апреля 2020) — за большой вклад в развитие отечественной культуры и искусства, многолетнюю плодотворную деятельность[23].

Театральные и кинопремии
- диплом за «Лучшую мужскую роль второго плана» в фильме «Изображая жертву» (2006);
- Народная премия «Телезвезда» в номинации «Любимый актёр» в фильме «Сваты» (2009);
- приз за лучшее исполнение мужской роли в фильме «Мужчина в доме» (2010);
- премия самый лучший смех в проекте «Две звезды» на Первом канале в IV сезоне (2012);
- приз имени режиссёра Леонида Гайдая на фестивале «Амурская осень» в Благовещенске (2013)[24];
- премия «Звезда театрала-2014» за Лучшую мужскую главную роль Мужика и Джерри в спектакле «Незабываемые знакомства» Театра Сатиры (2014);
- приз Международного кинофестиваля «КИТЫ»-2016 за лучшее исполнение мужской роли в фильме «Искушение» (2016, Россия);
- приз международного кинофестиваля «СОСЕ 2016» в номинации «Лучший актёр» — фильм «Искушение» (2016, Россия).